# Naverbrander

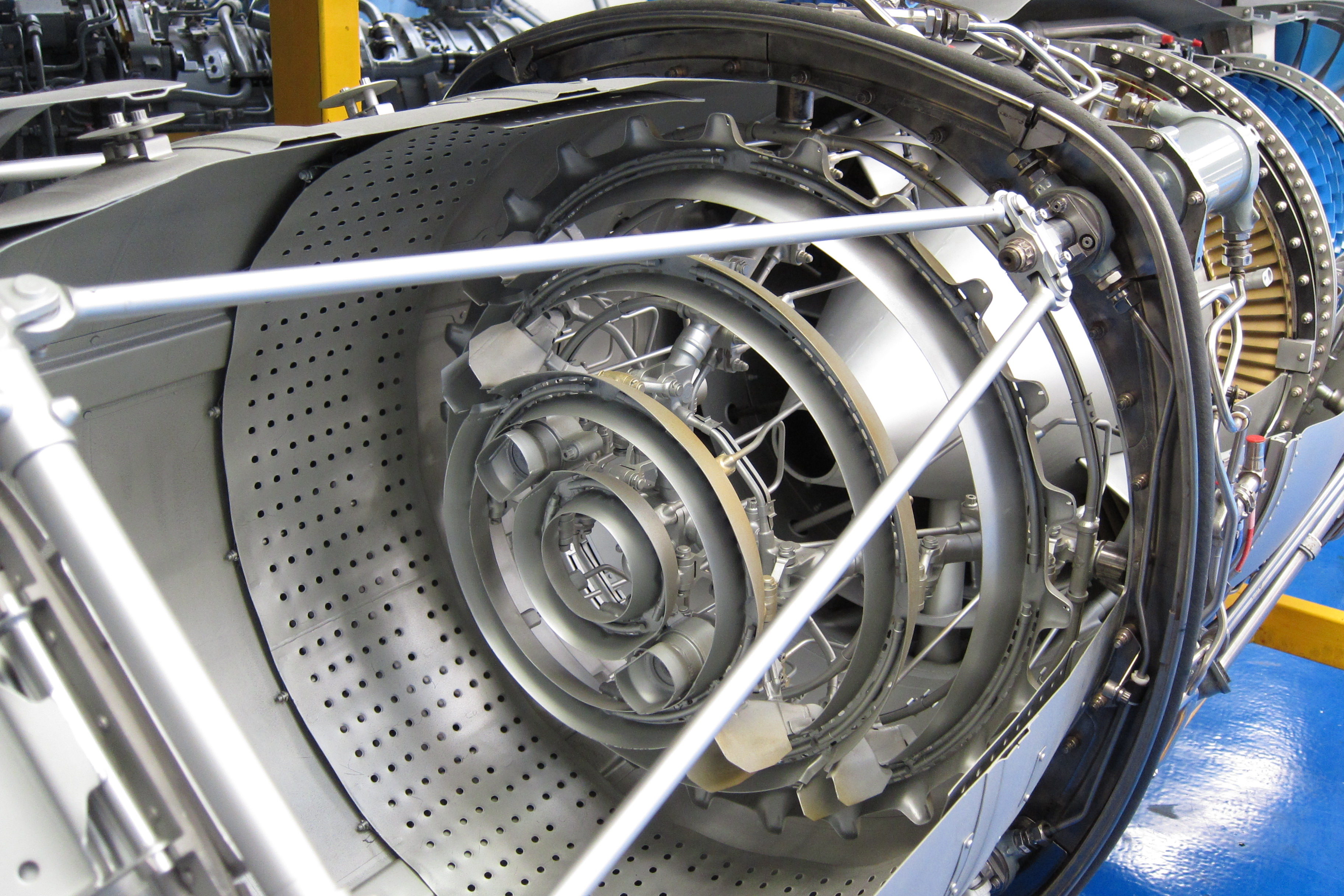
Naverbrander van een Rolls-Royce Turbomeca Adour

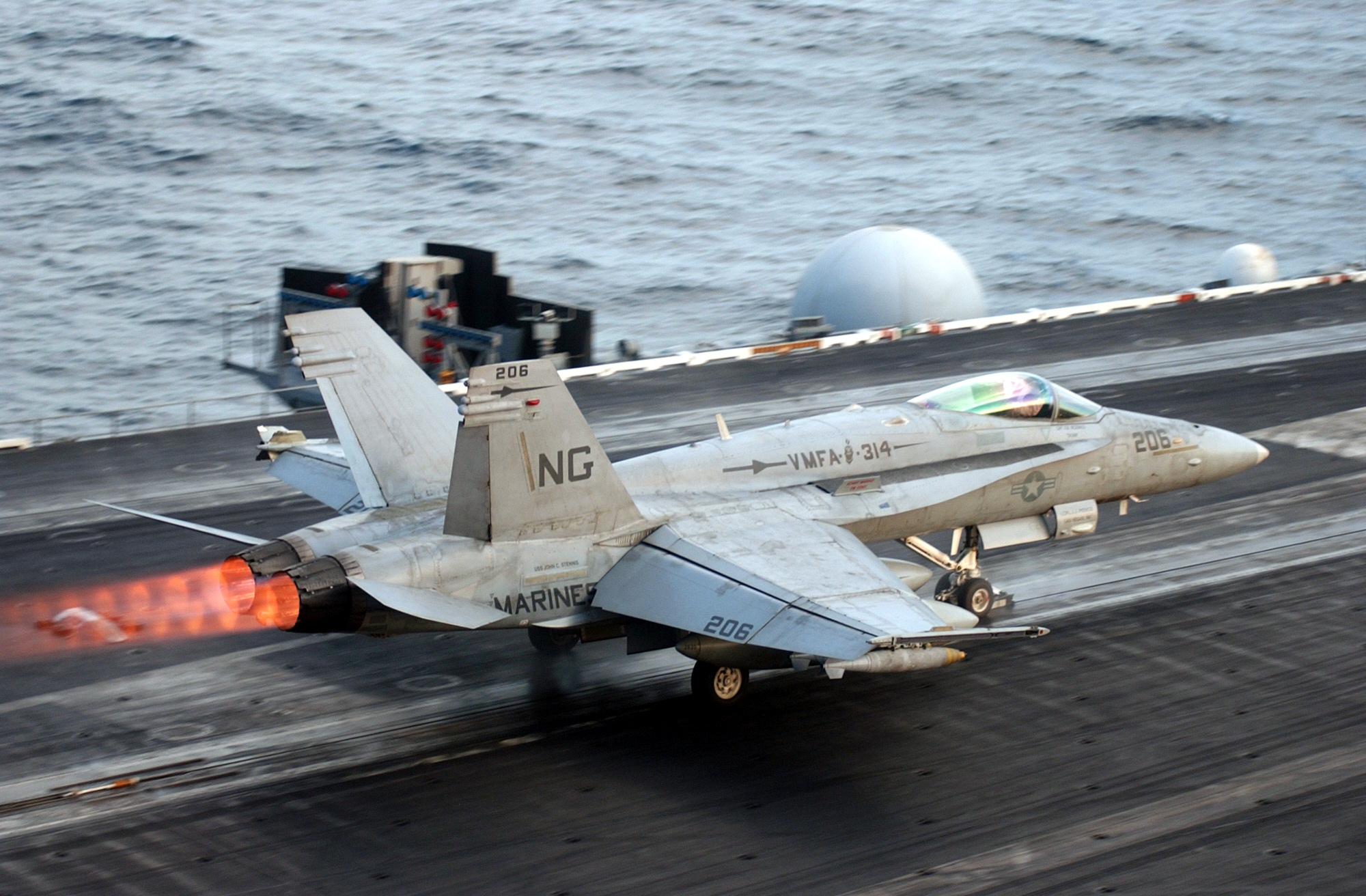
Een F/A-18 Hornet start met ingeschakelde naverbranders vanaf een vliegdekschip

Een naverbrander of nabrander (Engels: afterburner) is een verbrandingskamer in de uitlaat van een turbinemotor, waarin brandstof wordt toegevoegd aan de hete uitlaatgassen, waardoor deze opnieuw worden verhit en extra stuwkracht wordt ontwikkeld. Naverbranding (Engels: afterburning of reheat) is een methode om  de stuwkracht van een straalmotor van een vliegtuig te vergroten tijdens het opstijgen en klimmen, en bij gevechtsvliegtuigen om de gevechtsprestaties te verbeteren. Straalmotoren met naverbrander worden vrijwel uitsluitend gebruikt in militaire vliegtuigen. Een vliegtuig met ingeschakelde naverbrander kan worden herkend aan een zichtbare vlam uit de uitlaat, waarvan de kleur wit tot oranjerood kan zijn, afhankelijk van de temperatuur van de vlam. Tevens leidt een ingeschakelde naverbrander tot een aanzienlijke toename van het motorlawaai.
Het extra vermogen ontwikkeld door de naverbrander zou kunnen worden verkregen door een grotere motor te gebruiken, maar dit zou het gewicht, het frontaal oppervlak en het specifieke brandstofverbruik van de motor vergroten. Naverbranding is een goede methode om gedurende korte periodes een verhoging van de stuwkracht te verkrijgen.
Bij sommige straalmotoren kan met ingeschakelde naverbrander de stuwkracht bijna worden verdubbeld. 
Zowel de Tupolev Tu-144- als de Concorde-passagiersvliegtuigen beschikten over straalmotoren met naverbranders. De vier Rolls-Royce/SNECMA Olympus 593 Mk 610-motoren van de Concorde leverden met ingeschakelde naverbrander per stuk een maximale stuwkracht van 170 kN, zonder naverbrander 142 kN.
De stuwkracht van een straalmotor met naverbrander, waarbij de naverbrander niet in bedrijf is, is iets geringer dan die van een soortgelijke motor zonder naverbrander. Dit wordt veroorzaakt door beperkingen in de straalpijp. Het gewicht van een straalmotor met naverbrander is tevens iets hoger door de zwaardere straalpijp en de extra naverbrandingsapparatuur.
Een straalmotor met ingeschakelde naverbrander op vol vermogen kan bij vele straalmotortypen leiden tot meer dan een verdubbeling van het brandstofverbruik. Tevens verloopt de verbranding in de naverbrander minder efficiënt dan in de verbrandingskamers van de straalmotor.

## Trivia
- Tijdens de bevrijdingsactie van de treinkaping bij De Punt werden Starfighters ingezet die met naverbranding vlak over de gekaapte treinstellen vlogen. Door het oorverdovende effect van de naverbranders werd een verstarrend effect beoogd.